# Teucholabis (Teucholabis) salti
Teucholabis (Teucholabis) salti is een tweevleugelige uit de familie steltmuggen (Limoniidae). De soort komt voor in het Neotropisch gebied.